# Cumi no keisó (Original Sin)
A Cumi no keisó (Original Sin) (罪の継承～Original Sin～; Hepburn: Tsumi no Keishō (Original Sin)) Gackt japán énekes kislemeze, mely 2017. március 22-én jelent meg. A címadódal a Trickster című anime záródala volt a 13–24. részig. A korábban kiadott Kimi dake no boku de iru kara ugyanennek az animének a nyitódala volt az 1–12. részig.

## Számlista
Az összes szám szerzője Gackt C. 
| 1. | Cumi no keisó (Original Sin) (罪の継承～Original Sin～; Hepburn: Tsumi no Keishō (Original Sin)) |  |
| 2. | Cumi no keisó (Original Sin) (Orchestra Ver.)                                                    |  |
| 3. | Cumi no keisó (Original Sin) (Instrumental)                                                      |  |

| 1. | Cumi no keisó (Original Sin) (Music Clip) |  |

## Slágerlista-helyezések
| Slágerlista (2017)                | Legmagasabb helyezés |
| --------------------------------- | -------------------- |
| Oricon heti kislemezlista         | 18                   |
| Oricon független kislemezlista    | 3                    |
| Billboard Japan Top Singles Sales | 18                   |